# Haugvicové z Malé Obiše

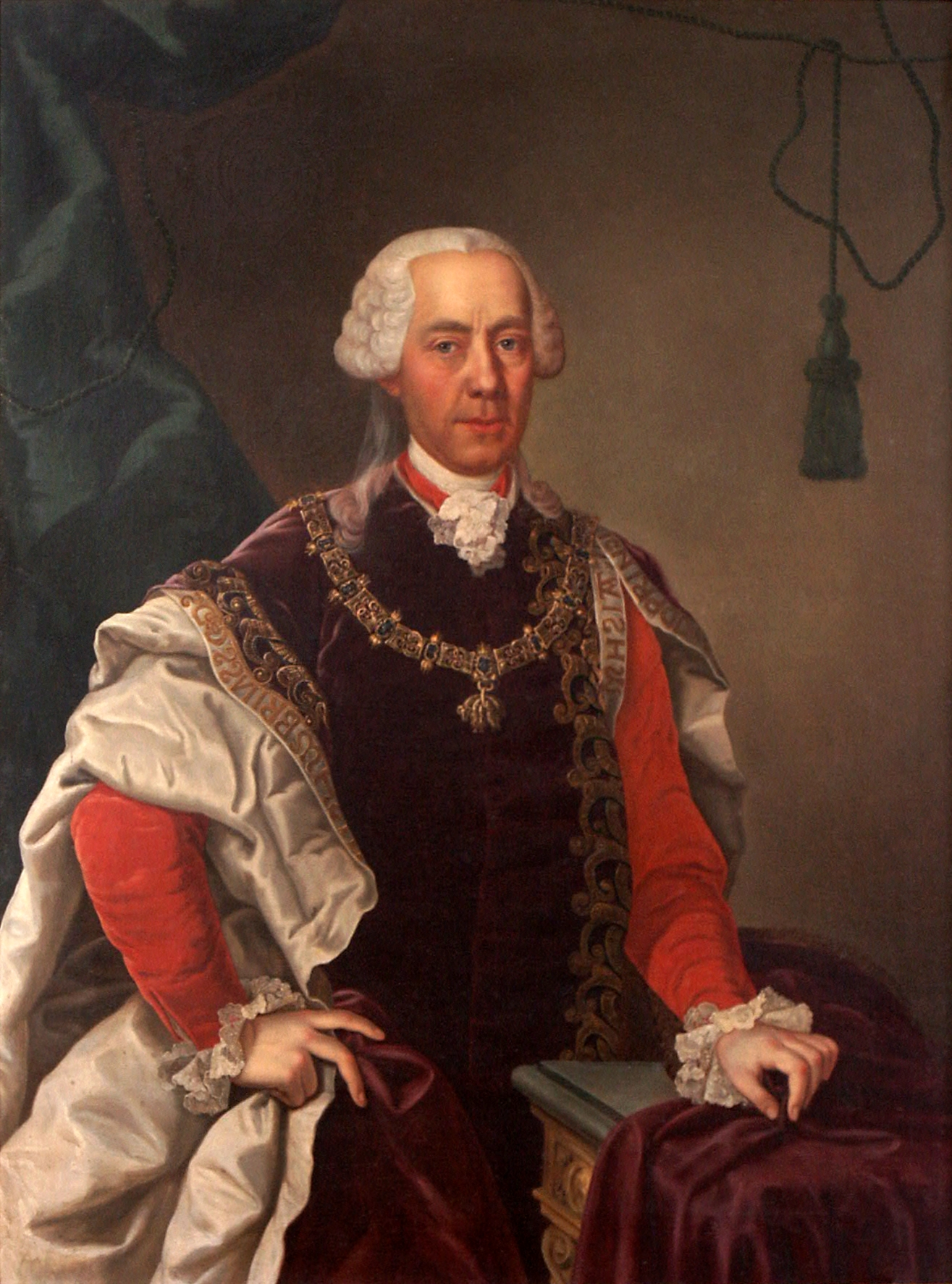
Bedřich Vilém hrabě z Haugwitz

Haugvicové z Malé Obiše (německy von Haugwitz zu Klein Obisch) jsou šlechtický rod pocházející ze Slezska, původně jedna z mnoha větví míšeňského rodu Haugviců, jehož příslušníci žili například v Kladském hrabství a ve Slezsku v Malé Obiši (Klein Obisch, dnes Obiszówek v Hlohově).

## Historie

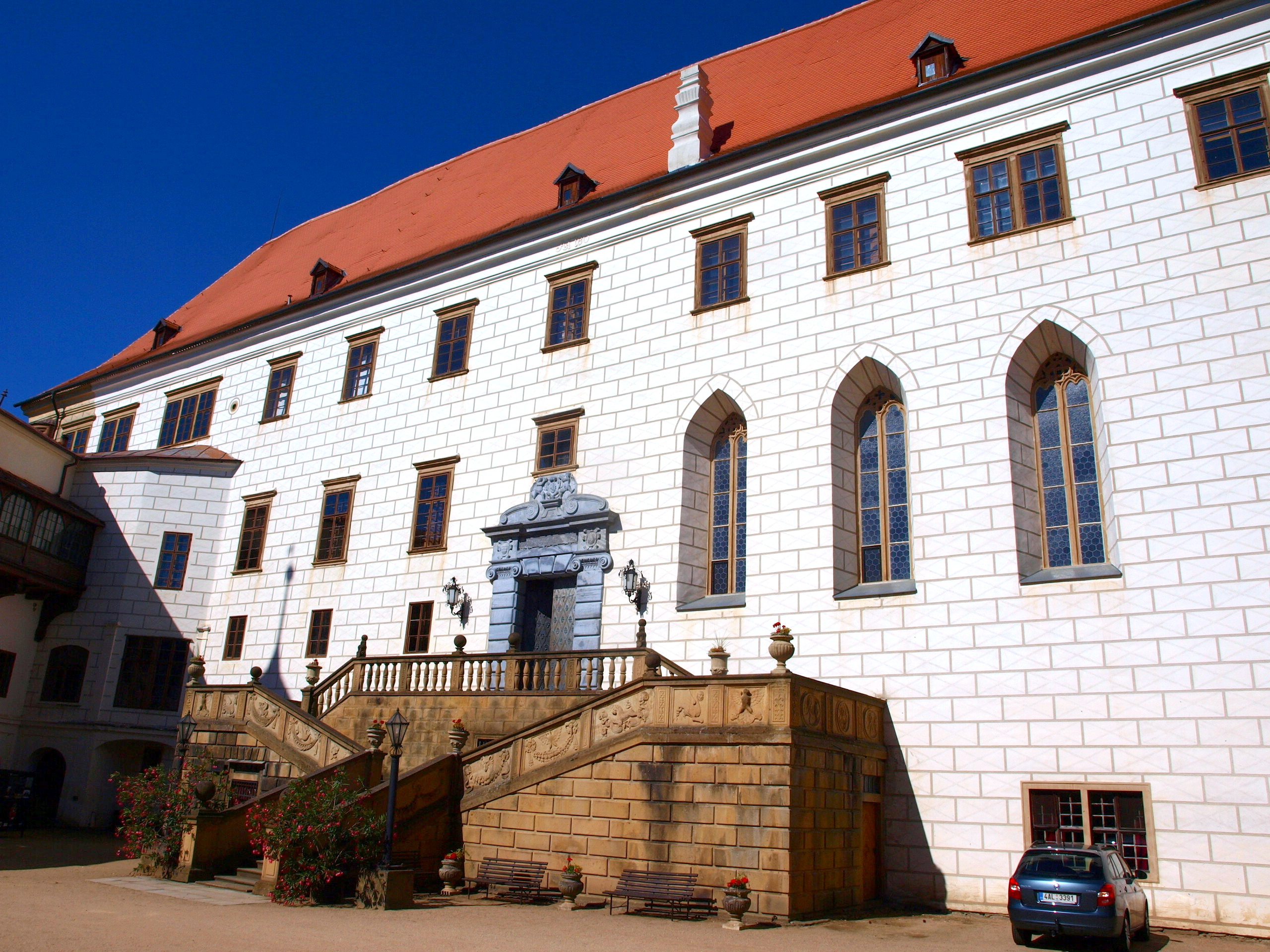
Zámek Náměšť nad Oslavou

Prvním Haugvicem z Malé Obiše ve Slezsku byl Matouš z Haugvic roku 1474. Jeho syn Michal se oženil se slečnou ze Stosselu. Jejich syn Matouš pojal za manželku Barboru z Glaubiců. Jejich syn Petr z Haugvic vlastnil roku 1542 Saltschütz a s manželkou opět z rodu Glaubiců měl syna Tobiáše, který je zmiňován cúdařem na Góře roku 1580. S manželkou Barborou ze Sacku měl syna Jiřího, jenž vlastnil Sandewalde a zemřel roku 1635. S manželkou Markétou z Boršic měl syna Tobiáše Viléma z Haugvic, který se oženil roku 1670 s Annou Barborou ze Stosselu a měl s ní syny Jiřího Karla (1674–1745) a Jindřicha Viléma (1677–1738). Tito oba byli povýšeni roku 1723 do baronského stavu s predikátem z Haugvic a z Malé Obiše. Pouze Jiří Karel jako saský generál dosáhl roku 1733 stavu hraběcího. Oženil se s Annou Helenou z Haugvic a s ní měl syna Bedřicha Viléma hraběte Haugvice (1702–1765). Až vnuk Jindřicha Viléma – Karel Vilém (+ 1795) dosáhl hraběcího stavu a to roku 1779.
Na Moravu přišla tato rodina poprvé za doby panování císařovny Marie Terezie roku 1752, kdy si státní ministr Bedřich Vilém hrabě Haugvic koupil panství Náměšť nad Oslavou. Jeho jediný syn Otto Karel (* 1734) zemřel roku 1761 a tak odkázal Náměšť nad Oslavou své neteři, Marii Josefíně hraběnce Frankenberg za podmínky, že se provdá za některého z potomků jeho strýce Jindřicha Viléma barona z Haugvic a Malé Obiše. Provdala se roku 1766 za vnuka Karla Viléma (1736–1819) a s ním měla syny Jindřicha Viléma (1770–1842) a Evžena Viléma (1777–1867), který se stal polním podmaršálkem a v bitvě porazil neapolského krále Joachima Murata, jednoho z Napoleonových maršálů.
Jindřich Vilém (1770–1842), sám hudební skladatel, podporoval umění na svém zámku v Náměšti nad Oslavou, založil zde zámeckou kapelu a hostil tu například slavného skladatele Antonia Salieriho. S manželkou a zároveň vynikající harfenistkou Žofií zplodil syna Karla Viléma (1797–1874), který rovněž komponoval. Ten se oženil s Bertou Daunovou a náměšťské panství po něm zdědil syn Jindřich Vilém IV. (1839–1907). Jindřich se oženil Annou z Trauttmansdorff-Weinsbergu a narodili se jim dva synové Jindřich (1870–1927) a Karel (1874–1948). Po smrti Jindřicha Viléma IV. roku 1907 se majetek rozdělil mezi oba bratry, Jindřicha a Karla. Starší Jindřich zdědil panství Náměšť, mladší Karl sousední panství Osová. Jindřich roku 1927 zemřel bezdětný a náměšťské panství po něm zdědil nejstarší syn jeho bratra Karla, Jindřich (1901–1966). Protože se rodina pod hrozbou sankcí roku 1940 přihlásila k německé národnosti, museli synové nastoupit do německé armády. Johann (1920–1943) padl na východní frontě, Karl Anton (1922–1995) u Smolenska přišel o pravou nohu. Potomci museli po roce 1945 Československo opustit. Dnes žijí ve Vídni, Bonnu a Kanadě.
Haugvicové z Malé Obiše se zasadili o rozvoj hudební kultury na Moravě, v rodinných sbírkách by se měl nacházet rukopis Beethovenovy 10. symfonie.[zdroj?]

## Erb
V červeném poli se nachází černá beraní hlava se zlatými rohy. Tento znak je společný pro všechny větve Haugviců.
K beraní hlavě se váže příběh, ve kterém předek rodu v rámci hájení královského hradu dal ve chvíli, kdy obležené baště docházely zásoby, zabít posledního berana, jehož krví pomazal staré volské kůže a nechal je pověsit na hradbách, z čehož nepřítel usoudil, že obléhaní mají potravin dostatek a další boj by byl zbytečný a s nepořízenou odtáhl. Příslušník rodu jako odměnu za dobrou taktiku získal právo nosit ve znaku právě beraní hlavu.